# Pamela Reif
Pamela Leonie Reif (* 9. Juli 1996 in Karlsruhe) ist eine deutsche Webvideoproduzentin und Influencerin.

## Leben
Reif wurde 1996 in Karlsruhe geboren. 2014 legte sie dort am Heisenberg-Gymnasium das Abitur ab. Seit 2012 ist sie bei Instagram aktiv, wo sie zunächst Fotos von Landschaften und Essen und dann von Sport- und Fitnessübungen veröffentlichte. Im Juni 2024 hatte sie dort rund 9,2 Millionen Abonnenten. Ihren Lebensunterhalt erwirtschaftet Reif dadurch, dass sie Fitnessprodukte und Kleidermode bewirbt. Zu Beginn ihrer Laufbahn geschah die Bewerbung teilweise ohne Deklaration. Auf ihrem seit 2013 betriebenen YouTube-Kanal hat sie mehr als 10 Millionen Abonnenten (Stand: Juli 2024). Im Jahr 2020 stand sie auf dem ersten Platz der Forbes-Liste „30 Under 30 DACH“.
2017 veröffentlichte Reif ihr Buch Strong & Beautiful (dt. stark & schön) über Themen wie Ernährung, Fitness und Lifestyle. Im Mai 2019 folgte You Deserve This (dt. Du hast das verdient). Außerdem veröffentlicht sie seit März 2020 den Podcast Schaumermal.
Anfang 2021 gründete Reif mit „Naturally Pam“ eine Food-Marke und vertreibt zusammen mit der Goodlife Company GmbH verschiedene Protein-Riegel, Müsli und weitere Snacks.
2024 hatte sie einen Auftritt in der Comeback-Show Der Clark Final Fight von Stefan Raab, nachdem sie zuvor in mehreren Instagram-Promovideos an dessen Seite vorgekommen war. Im Rahmen der Show gab sie bekannt, bereits früh in das geheim geplante Comeback Raabs eingeweiht gewesen zu sein. Noch im selben Jahr fungierte sie für eine Folge als Gastmoderatorin in Raabs Show Du gewinnst hier nicht die Million.

## Vorwurf der Schleichwerbung
Im Januar 2019 wurde vor dem Landgericht Karlsruhe eine der drei vorher vom Verband Sozialer Wettbewerb gegen Reif erhobenen Unterlassungsklagen wegen des Vorwurfs der Schleichwerbung verhandelt und Reif wurde verurteilt. Das Oberlandesgericht Karlsruhe bestätigte das Urteil im September 2020. Das Urteil war im September 2020 noch nicht letztinstanzlich rechtskräftig; eine Revision zum Bundesgerichtshof (BGH) wurde zugelassen. Der Verband Sozialer Wettbewerb hat die Klage vor dem BGH im Januar 2022 zurückgezogen, nachdem im September 2021 ein Grundsatzurteil des BGH im Prozess gegen die Influencerinnen Cathy Hummels, Leonie Hanne und Luisa-Maxime Huss zur Kennzeichnung von Werbung zu Gunsten der Influencerinnen gefällt wurde. Der Verband trägt die Kosten des Rechtsstreits gegen Reif.

## Veröffentlichungen
- Strong & Beautiful. Community Editions, Köln 2017, ISBN 978-3-96096-001-0.
- You Deserve This: Einfache & natürliche Rezepte für einen gesunden Lebensstil. Bowl-Kochbuch. Community Editions, Köln 2019, ISBN 978-3-96096-074-4.
- You Deserve This: Einfache & natürliche Rezepte für einen gesunden Lebensstil. Snack-Kochbuch. Community Editions, Köln 2021, ISBN 978-3-96096-189-5

## Auszeichnungen
- 2021: Negativpreis Goldener Windbeutel 5. Platz für Naturally Pam, Clean Protein Bar (Protein-Riegel)